# Pierre Jodet
Pierre Jodet (8. dubna 1921, Vandoeuvres, Francie – 9. ledna 2016, Blanc) byl francouzský cyklokrosař.

Profesionálem byl v letech 1944–1958.
Úspěchy:
- MS: 1× stříbro, 2× bronz
- Mistrovství Francie: 1× zlato, 4× stříbro, 1× bronz
- další medaile ze závodů ve Francii, Švýcarsku a Belgii